# Astrebla
Astrebla F.Muell. é um género botânico pertencente à família Poaceae, subfamília Chloridoideae, tribo Cynodonteae.
As espécies deste gênero ocorrem na Australásia.

## Espécies
- Astrebla elymoides F.M.Bailey
- Astrebla lappacea (Lindl.) Domin
- Astrebla pectinata (Lindl.) Benth.
- Astrebla squarrosa C.E.Hubb.
- Astrebla triticoides  (Lindl.) Benth.